# Stanisław Barbużyński
Stanisław Barbużyński (født 10. marts 1944 i Polen) er en tidligere polsk/dansk kapgænger, han er døv og har gået for Phønix, Døvania IK, Sønder Omme IF og Københavns IF.
Ved døveolympiaden i Washington DC 1965 vandt Barbużyński, som da repræsenterede Polen, sine to første sølvmedaljer på 5000 og 10000 meter och bronze på 20 km.
I 1973 var Barbużyński, da nu repræsenterede Danmark, sølvmedaljevinder ved døveolympiaden i Malmø. Stanislaw Barbużyńskis bror, Józef Barbużyński, som repræsenterede Polen vandt. Stanisław Barbużyński vandt også sølvmedaljen ved døveolympiaden i Los Angeles 1985. 

## Danske mesterskaber
Denne liste er ufuldstændig; hjælp gerne med at udfylde den.
- Guld 1988 5000 meter gang-inde
- Guld 1987 10.000 meter gang
- Sølv 1987 30 km gang 2.43.06
- Guld 1986 10.000 meter gang
- Guld 1986 20 km gang
- Guld 1986 30 km gang 2.41.10
- Guld 1985 20 km gang
- Bronze 1984 30 km gang 2.43.21
- Guld 1973 20 km gang
- Guld 1972 30 km gang

## Personlige rekord
- 3 km-bane: 14,12,0 Frederikstad, Norge 1. august 1973
- 5 km-bane: 23,34,2 Valby 15. maj 1975
- 10 km-bane: 48,00,0 Tåstrup 21. september 1985
- 15 km-bane: 1,12,58 Tåstrup 21. september 1985
- 20 km-bane: 1,39,27 Tåstrup 21. september 1985
- 20 km: 1,37,31 Gentofte 22. september 1968
- 25 km: 1.59,00 Bukarest, Rumænien 25. juli 1977
- 50 km: 4,46,12 Odense 29. juli 1968

Alle er danske rekorder under Dansk Døve-Idrætsforbund.